# 柔弱润楠
柔弱润楠（学名：Machilus gracillima）为樟科润楠属下的一个种。

## 扩展阅读
- 維基物種上的相關：柔弱润楠